# Przegłębienie doliny
Przegłębienie doliny – zagłębienie w dnie doliny.
Stanowić może ono rezultat następujących procesów: żłobienia lodowcowego, krasowienia, deflacji lub eworsji. W wyniku przegłębiania dno doliny przechyla się przeciwnie do generalnego spadku doliny. Dna skalne przegłębionych dolin czasami znajdują się poniżej poziomu morza. Przegłębienie doliny może być wypełniane różnorakimi osadami (aluwialnymi, morenowymi, torfowymi lub jeziornymi) albo też wodą jezior.
W klimacie wilgotnym przegłębienia najczęściej wypełnione są jeziorami stałymi, za to w klimacie suchym jeziorami okresowymi.
Największe doliny w Alpach zostały przegłębione w ostatniej epoce lodowej.